# The Suicide Squad
The Suicide Squad (englisch für „Das Selbstmordkommando“) ist ein im Jahr 2021 erschienener US-amerikanischer Actionfilm von James Gunn. Der Film basiert auf dem Antiheldenteam Suicide Squad des Comicverlags DC Comics und ist der zehnte Film des DC Extended Universe. Nach Suicide Squad ist The Suicide Squad die zweite Realverfilmung über das Team. Der Film erschien am 5. August 2021 in den deutschen Kinos sowie parallel auf der Streamingplattform HBO Max.
Anfang 2022 erschien mit der Fernsehserie Peacemaker ein Ableger von The Suicide Squad auf HBO Max.

## Handlung
Amanda Waller rekrutiert ein Team von Superschurken, die sogenannte „Task Force X“, aus dem Gefängnis Belle Reve und schickt es unter dem Kommando von Colonel Rick Flag zur Insel Corto Maltese. Dort hat es einen Militärputsch gegeben, und ein bisher hochgeheimes Projekt „Starfish“ in der Geheimbasis „Jotunheim“ soll dem neuen Regime nicht in die Hände fallen. Task Force X soll die Basis zerstören und alle Informationen dort vernichten. Ein örtlicher Wissenschaftler, der „Thinker“, soll sie unterstützen.
Bei der Landung geht alles schief: Weasel ertrinkt, Blackguard versucht sein Team zu verraten, wird aber sofort in den Kopf geschossen, T.D.K. und Javelin werden ebenfalls erschossen, Mongal und Captain Boomerang sterben beim Absturz eines Hubschraubers, und Savant versucht zu fliehen, wird jedoch von Waller durch die implantierte Sprengladung getötet. Somit sind Harley und Flag die letzten Überlebenden, wobei Harley vom Corto-Maltesischen Militär gefangen wird.
Tatsächlich aber war die Gruppe nur als Ablenkung geopfert worden. Währenddessen kann ein zweites Team der Task Force X unbemerkt auf der Insel landen: Bloodsport, Peacemaker, Ratcatcher 2, Polka-Dot Man und King Shark. Diese schlagen sich durch den Wald, wobei sie versehentlich einheimische Widerstandskämpfer abschlachten und in deren Camp auf Rick Flag treffen.
Harley wird derweil vom unmenschlichen Diktator der Insel, Silvio Luna, umworben und verbringt etwas Zeit mit ihm, tötet ihn jedoch überraschend. Während Flag mit den anderen noch versucht, Harley zu retten, befreit sie sich selbst und schließt sich dem Team wieder an.
Zusammen mit dem Thinker und dem Fahrer Milton dringen alle in die alte Nazi-Geheimbasis „Jotunheim“ ein. Sie finden heraus, dass dort seit Jahren grässliche Experimente mit Menschen und dem außerirdischen Seestern Starro gemacht werden. Der Thinker selbst hatte Starro, der von US-Astronauten gefunden wurde, jahrelang im Auftrag der USA gefoltert, fällt jedoch nun Starro zum Opfer, der ihn zerreißt. Flag ist über die US-Beteiligung entsetzt und will sie veröffentlichen, doch Peacemaker tötet ihn vorher. Als Peacemaker auch Ratcatcher 2 töten will, die den Streit gesehen hat, wird er von Bloodsport erschossen. Auch Milton kommt um („wer war das überhaupt?“).
Die Task Force X zerstört auftragsgemäß Jotunheim mit Sprengladungen. Starro kommt dabei frei und beginnt, Corto Maltese zu erobern, indem er Soldaten und Zivilisten tötet und in Zombies verwandelt. Die Task Force X verweigert den Befehl, abzurücken, und versucht Starro aufzuhalten. Als Waller deshalb die Sprengladungen der Teammitglieder zünden will, schlägt eine Mitarbeiterin sie bewusstlos.
Bloodsports Waffen sind gegen Starro wirkungslos, und Polka-Dot Man wird zerstampft, aber Harley und Ratcatcher 2 schaffen es, ihn zu besiegen. Nach dem Kampf hat Bloodsport die Beweise für die Mittäterschaft der USA an den Experimenten und handelt damit die Immunität der überlebenden Teammitglieder aus. Ein Flugzeug bringt die Überlebenden – Harley Quinn, Bloodsport, Ratcatcher 2 und King Shark – zum Festland zurück.
In zwei Post-Credit-Szenen stellt sich heraus, dass sowohl Weasel als auch Peacemaker am Leben sind. Während ersterer auf der Insel bleibt und in den Dschungel rennt, wird zweiterer von Wallers Mitarbeitern mit der Absicht besucht, künftig Aufträge für die Regierung zu erledigen.

## Produktion
Im März 2016 wurde noch vor der Veröffentlichung des Films Suicide Squad eine Fortsetzung unter der Regie von David Ayer angekündigt. Die Dreharbeiten für den zweiten Teil wurden für 2017 angesetzt. Ayer, der auch die Regie zum ersten Teil führte, gab jedoch im Dezember 2016 bekannt, dass er statt für die Suicide-Squad-Fortsetzung nun für den Ableger Gotham City Sirens Regie führen wird. Für die Regie vom Suicide-Squad-Sequel folgten erfolglose Verhandlungen mit Mel Gibson sowie Jaume Collet-Serra und auch Ruben Fleischer, Daniel Espinosa und Jonathan Levine waren im Gespräch. Mitte März 2017 wurde bekannt gegeben, dass Adam Cozad als Drehbuchautor zur Suicide-Squad-Fortsetzung fungieren soll.
Aufgrund des Zeitplans von Will Smith, der aus Suicide Squad in der Rolle von Deadshot zurückkehren sollte, wurde im August 2017 bekannt gegeben, dass die Dreharbeiten für den zweiten Teil frühestens im Herbst 2018 beginnen werden. Im folgenden Monat wurde ferner bekannt gegeben, dass Gavin O’Connor die Regie zum zweiten Suicide-Squad-Film führen wird und dass er gemeinsam das Drehbuch mit Anthony Tambakis schreibt. Gemäß Warner Bros., dem Mutterkonzern von DC Comics, ähnelte ihr finales Drehbuch jedoch am Ende zu sehr dem Skript von Birds of Prey: The Emancipation of Harley Quinn, dessen Produktion das Unternehmen bereits bestätigt hatte. Daraufhin verließ O’Connor das Projekt frustriert wieder.
In der Zwischenzeit trennte sich Walt Disney von James Gunn, der nach den Marvel-Cinematic-Universe-Filmen Guardians of the Galaxy und Guardians of the Galaxy Vol. 2 auch für den dritten Teil verantwortlich sein sollte. Warner Bros. bekundete Interesse, Gunn für einen Film seiner Wahl im DC Extended Universe zu verpflichten. Er entschied sich, das Drehbuch für einen Suicide-Squad-Film zu schreiben, zu dem er optional auch die Regie führen konnte.
Im Januar 2019 wurde bestätigt, dass Gunn auch die Regie zum zweiten Film über die Suicide Squad, der nun The Suicide Squad betitelt wurde, führen würde. Ferner wurde bekannt gegeben, dass der Film am 6. August 2021 erscheinen soll. Als Produzenten fungieren Charles Roven und Peter Safran, der bekannt gab, dass The Suicide Squad nicht eine Fortsetzung, sondern ein Reboot zu Suicide Squad sein wird. Später wurde The Suicide Squad als neuer Ansatz auf das Suicide Squad beschrieben, der sich an den Comics der 1980er Jahre orientiert. Im vorangegangenen Suicide-Squad-Film von David Ayer orientierte sich der Drehbuchautor an den New-52-Comics der 2010er Jahre.
Als neuer Darsteller wurde Idris Elba verpflichtet, der ein Mitglied der Suicide Squad verkörpern soll. Zunächst sollte er die Rolle von Deadshot von Will Smith übernehmen. Um jedoch die Option zu wahren, dass Smith in einem künftigen Film des DC Extended Universe zurückkehrt, verkörpert Elba letztendlich eine andere Rolle. Die restlichen Darsteller des Suicide Squad kehren in The Suicide Squad in ihre Rollen zurück. Im September 2019 gab Regisseur Gunn via Twitter den Großteil des Casts des Films bekannt. Im November 2020 wurde zudem das Mitwirken von Sylvester Stallone von Gunn verkündet.
Bereits zuvor wurde im April 2019 bekannt gegeben, dass die Produktion zu The Suicide Squad mit dem Ende von Margot Robbies Arbeiten an Birds of Prey beginnt. Robbie verkörpert im DC Extended Universe Harley Quinn, die sowohl in Birds of Prey als auch in The Suicide Squad vorkommt. Schließlich begannen die Dreharbeiten zu The Suicide Squad am 20. September 2019 in den Pinewood Studios in Fayetteville nahe Atlanta. Dort sollen die Dreharbeiten drei Monate lang stattfinden und anschließend einen Monat lang in Panama fortgesetzt werden. Zwischen den Studioaufnahmen erfolgten am 13. Oktober Außendrehs in den North Druid Hills, einem gemeindefreien Census-designated place, zwei Tage später im Piedmont Park in Atlanta, am 16. und 17. Oktober auf dem Atlanta Motor Speedway und am 18. Oktober 2019 in Cartersville.
Ein erster Trailer wurde am 26. März 2021 veröffentlicht.

## Veröffentlichungen
The Suicide Squad feierte seine Kinopremiere im Vereinigten Königreich am 30. Juli 2021. In den USA war der Film ursprünglich für den 6. August geplant, wurde jedoch um einen Tag auf den 5. August vorverlegt, um frühe Vorführungen zu ermöglichen. Auch in Deutschland erschien er am selben Tag. Zeitgleich wurde der Film auch für einen einmonatigen Streaming-Zeitraum auf HBO Max verfügbar gemacht. Dies war Teil der von Warner Bros. im Dezember 2020 angekündigten Strategie, alle Filme des Jahres 2021 gleichzeitig im Kino und per Streaming zu veröffentlichen – eine Reaktion auf die COVID-19-Pandemie.
Im Rückblick auf diese Veröffentlichungsstrategie äußerte James Gunn im Januar 2022, dass dieses Vorgehen vermutlich negative Auswirkungen auf die Kinoeinnahmen gehabt habe und nicht ideal für den Film gewesen sei. Er fügte hinzu, dass der Film nach dem Streamingstart stark piratisiert wurde – eine hochwertige Version sei nahezu sofort nach Veröffentlichung auf HBO Max auf Piraterie-Webseiten aufgetaucht. Das Internet-Technologieunternehmen Akamai berichtete auf Basis globaler Daten zu unerlaubtem Streaming und Torrent-Downloads, dass The Suicide Squad zwischen Januar und September 2021 der sechstmeist-piratisierte Film war.
Nach dem Ende des exklusiven HBO-Max-Zeitraums war der Film ab dem 17. September 2021 digital zum Kauf und zur Miete verfügbar. Die Veröffentlichung auf DVD, Blu-ray und Ultra HD Blu-ray folgte am 26. Oktober. Die Heimkinoausgabe enthält unter anderem einen Audiokommentar von Gunn, gelöschte und erweiterte Szenen, eine Pannensammlung, drei Retro-Trailer, Szenenanalyse-Videos und mehrere Making-of-Featurettes.
In den USA war der Film in den zwei Wochen nach Veröffentlichung der meistverkaufte Titel im Heimkino – sowohl auf der kombinierten NPD-Videoscan-First-Alert-Liste (Blu-ray- und DVD-Verkäufe zusammengefasst) als auch auf der Blu-ray-spezifischen Verkaufsrangliste. Laut The Numbers wurden in der ersten Woche insgesamt 146.752 Blu-ray- und DVD-Einheiten verkauft, was Einnahmen von rund 3,8 Millionen US-Dollar entsprach. Im Oktober belegte der Film Platz 4 der meistverkauften Heimkino-Titel auf der VideoScan-First-Alert-Liste.

## Synchronisation
Die deutschsprachige Synchronisation entstand bei der Interopa Film GmbH in Berlin unter Dialogbuch von Klaus Bickert und der Dialogregie von Stefan Fredrich.
| Rolle                               | Schauspieler                                            | Deutsche Sprecher         |
| Dr. Harleen Quinzel / Harley Quinn  | Margot Robbie                                           | Anne Helm                 |
| Robert DuBois / Bloodsport          | Idris Elba                                              | Oliver Stritzel           |
| Amanda Waller                       | Viola Davis                                             | Martina Treger            |
| Colonel Rick Flag                   | Joel Kinnaman                                           | Martin Kautz              |
| Christopher Smith / Peacemaker      | John Cena                                               | Dennis Schmidt-Foß        |
| Abner Krill / Polka-Dot Man         | David Dastmalchian                                      | Marius Clarén             |
| Nanaue / King Shark                 | Sylvester Stallone (Stimme) Steve Agee (Motion Capture) | Stefan Fredrich           |
| Cleo Cazo / Ratcatcher 2            | Daniela Melchior                                        | Ronja Peters              |
| Gaius Grieves / Thinker             | Peter Capaldi                                           | Tobias Lelle              |
| Brian Durlin / Savant               | Michael Rooker                                          | Erich Räuker              |
| Cory Pitzner / T.D.K.               | Nathan Fillion                                          | Tobias Kluckert           |
| Ratcatcher 1                        | Taika Waititi                                           |                           |
| John Monroe / Weasel                | Sean Gunn                                               | Sean Gunn                 |
| Richard „Dick“ Hertz / Blackguard   | Pete Davidson                                           | Tim Schwarzmaier          |
| John Economos                       | Steve Agee                                              | Michael Iwannek           |
| Sol Soria                           | Alice Braga                                             | Jessica Rust              |
| Presidente General Silvio Luna      | Juan Diego Botto                                        | Sebastian Christoph Jacob |
| Mayor General Mateo Suarez          | Joaquín Cosío                                           | Abelardo Decamilli        |
| George Harkness / Captain Boomerang | Jai Courtney                                            | Torben Liebrecht          |
| Gunter Braun / Javelin              | Flula Borg                                              | Johannes Raspe            |
| Tyla DuBois                         | Storm Reid                                              | Derya Flechtner           |
| Emilia Harcourt                     | Jennifer Holland                                        | Leonie Dubuc              |
| Mongal                              | Mayling Ng                                              | Elisa Bannat              |
| Flo Crawley                         | Tinashe Kajese                                          | Kaya Marie Möller         |

## Altersfreigabe
In den Vereinigten Staaten wurde der Film von der MPA unter anderem aufgrund starker Gewalt und blutrünstigen Effekten mit einem R-Rating versehen.

## Sonstiges
- Der Comicautor John Ostrander hat einen kurzen Auftritt als Dr. Fitzgibbon. Ostrander arbeitete ab den 1980er-Jahren an den Suicide Squad-Comics und schrieb später unter anderem auch für die Batman-Comicserien. Er gilt als Erfinder des modernen Suicide Squad, auf welchem der Film basiert.[38]
- Steve Agee und Sean Gunn haben beide Doppelrollen im Film: Neben seiner Rolle als John Economos spielte Agee außerdem King Shark mittels Motion-Capture-Technik, der in der Originalfassung des Films von Sylvester Stallone gesprochen wird. Sean Gunn spielte sowohl Weasel als auch den Batman-Schurken Calendar Man, der einen kurzen Auftritt als Insasse im Gefängnis Belle Reve hat.
- Die Schurkin Kaleidoscope aus der Comic-Reihe Dial H for Hero ist außerdem kurz als Häftling im Gefängnis Belle Reve zu sehen. Der Flash-Gegner Double Down ist ebenfalls einer der Insassen und macht sich in einer Szene gemeinsam mit Calendar Man über Polka-Dot Man lustig.[39]
- Lloyd Kaufman und Pom Klementieff haben Cameos als Tänzer in einem Nachtclub.

## Fortsetzungen
Im Januar 2022 veröffentlichte der Sender HBO Max die Serie Peacemaker mit 8 Folgen. Im Februar 2022 wurde eine zweite Staffel bestellt. Neben John Cena in der Hauptrolle nahmen auch Steve Agee und Jennifer Holland ihre Rollen als John Economos und Emilia Harcourt aus The Suicide Squad wieder auf. Grundlage des Spin-offs ist die Post-Credit-Szene von The Suicide Squad, in der sich herausstellt, dass Peacemaker die Ereignisse des Films überlebt hat.

## Einspielergebnis
Die weltweiten Einnahmen belaufen sich auf rund 168,7 Millionen US-Dollar bei Produktionskosten von 185 Millionen Dollar.